# Isleña
Isleña is een Spaans bier dat wordt gebrouwen in opdracht van Cerveza Isleña op Ibiza.
Het is een bier in de stijl van Kölsch en heeft een alcoholpercentage van 4,8%. Het bier wordt gebrouwen in overeenstemming met het Reinheitsgebot.